# مستقل بالمفهومية
المستقل بالمفهومية هو المفهوم الملحوظ بالذات، وهذا معنى قولهم الذات ما يصح أن يعلم ويخبر عنه وتقابله الصفة بمعنى ما لا يستقل بالمفهومية أي ما يكون آلة لملاحظة مفهوم آخر، فالنسب الحكمية صفات بهذا المعنى وأطرافها من المحكوم عليه والمحكوم به ذوات لاستقلالها بالمفهومية.

## وصلات خارجية
- عبد الجبار الرفاعي. الوجود في نفسه والوجود في غيره